# Schaefferia hubbardi
Schaefferia hubbardi är en urinsektsart som beskrevs av ?E. Thibaud 1995. Schaefferia hubbardi ingår i släktet Schaefferia och familjen Hypogastruridae. Inga underarter finns listade i Catalogue of Life.